# Microterys flavitibiaris
Microterys flavitibiaris är en stekelart som beskrevs av Xu 2000. Microterys flavitibiaris ingår i släktet Microterys och familjen sköldlussteklar. Inga underarter finns listade i Catalogue of Life.